# Brachylophus bulabula
Brachylophus bulabula ist eine Art der Fidschileguane (Brachylophus), die endemisch auf den Fidschiinseln beheimatet ist.

## Lebensraum und Verbreitung

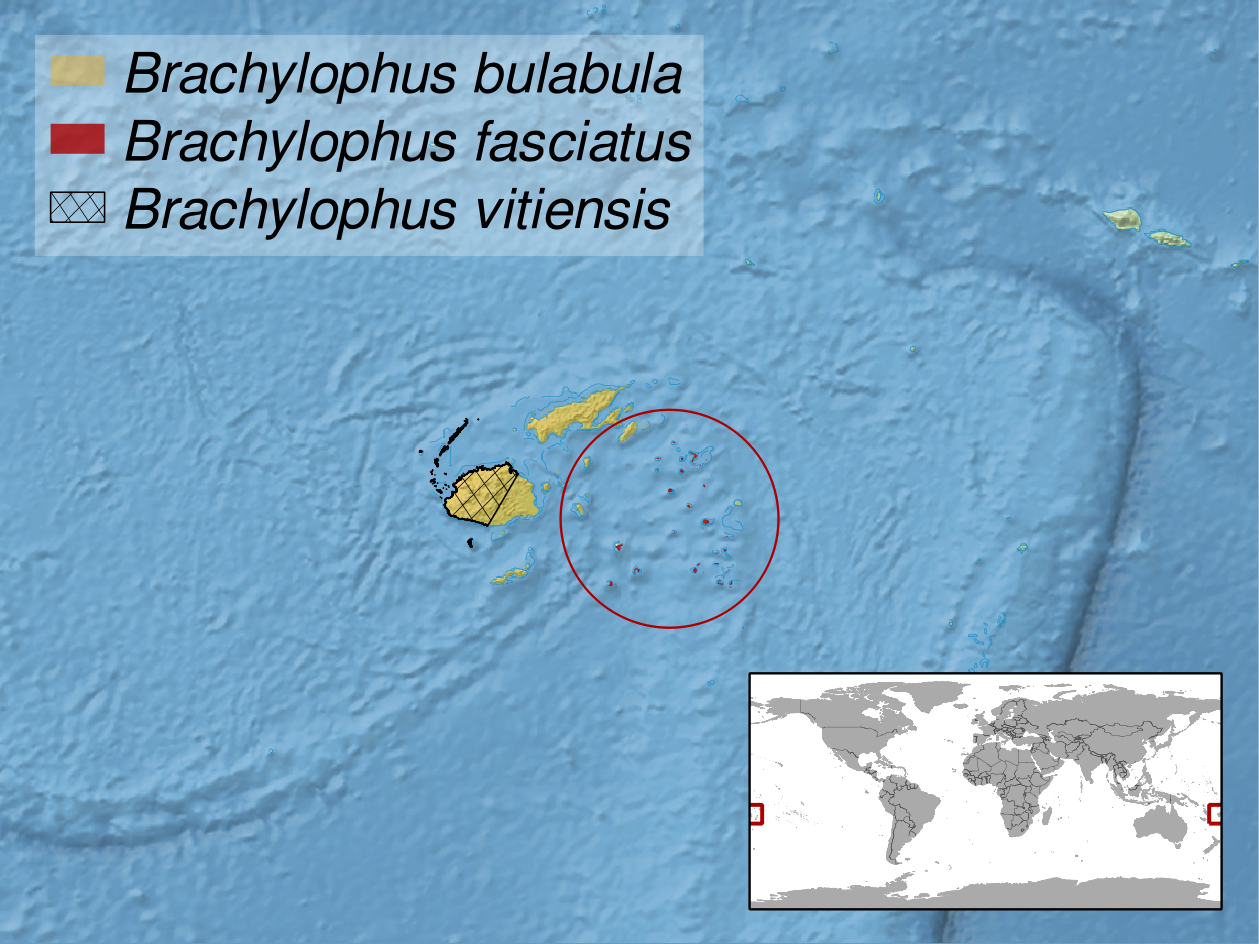
Verbreitung

Brachylophus bulabula kommt auf den nordwestlichen Fidschiinseln, darunter Ovalau, Gau, Kadavu, Viti Levu und Vanuatu, vor. Die Art wird von der IUCN als gefährdet eingestuft, da ihre Population abnimmt und sie durch den Verlust von Lebensraum, invasive Arten und den illegalen Handel bedroht wird. Die Tiere leben in Wäldern und verbringen die meiste Zeit ihres Lebens in Bäumen.

## Merkmale
Brachylophus bulabula hat auf der Oberseite eine einheitliche grüne Färbung, die Unterseite ist heller. Männliche Exemplare haben am Rücken und Hinterkopf weiße bis leicht türkise Streifen, welche zum Schwanz hin dunkler werden. B. bulabula unterscheidet sich sowohl von B. fasciatus als auch von B. vitiensis durch seine maximale Größe, mittlere Kammhöhe, kreisförmige und gelbe Nasenschuppe und ein abgerundetes Nasenloch. Weiters hat er einen breiten und U-förmigen Nackenstreifen und eine rote Iris. Sie haben in Freiheit eine Lebenserwartung von 10 bis 15 Jahren.

## Fortpflanzung
Brachylophus bulabula vergräbt wie andere Fidschilegune seine Eier im Boden.

## Taxonomie
Die Art wurde benannt nach dem fidschianischen Wort Bula, das wörtlich „leben“ bedeutet, aber in der Regel als Gruß verwendet wird. Das doppelte „Bula“ ist eine familiäre Begrüßung unter engen Freunden.